# Kasachische Eishockeymeisterschaft 1992/93
Die Saison 1992/93 war die erste Spielzeit der kasachischen Eishockeyprofiliga. Es nahmen drei Vereine, die insgesamt vier Mannschaften stellten, am Wettbewerb teil. Den erstmals ausgespielten Titel des Kasachischen Meisters sicherte sich Torpedo Ust-Kamenogorsk.
Einen Vertreter aus der Hauptstadt Alma-Ata gab es nicht, da Jenbek Alma-Ata sein Team zurückgezogen hatte.

## Modus
Die vier Teilnehmer spielten in einer Dreifachrunde, so dass jede Mannschaft auf die Anzahl von neun Spielen kam. Die Mannschaft mit den meisten Punkten sicherte sich am Ende die Meisterschaft.
Für einen Sieg in der regulären Spielzeit von 60 Minuten erhielt eine Mannschaft zwei Punkte, der unterlegene Gegner ging leer aus. Bei einem Unentschieden erhielt jede Mannschaft einen Punkt.

## Abschlusstabelle
Nach Ablauf der neun Runden sicherte sich Torpedo Ust-Kamenogorsk souverän den Meistertitel. Der Klub, der im Jahr zuvor als einzige Mannschaft Kasachstans in der Wysschaja Liga gespielt hatte, blieb unbesiegt und trennte sich nur einmal Remis. Dahinter belegten Awtomobilist Karaganda und HK Bulat Temirtau die folgenden Plätze. Die Zweitvertretung von Torpedo Ust-Kamenogorsk belegte den vierten und letzten Rang.
Torpedo Ust-Kamenogorsk und Awtomobilist Karaganda spielten im Saisonverlauf parallel in der Internationalen Hockey-Liga.
Abkürzungen: Pl = Platzierung, Sp = Spiele, S = Siege, U = Unentschieden, N = Niederlagen, Pkt = Punkte
| Pl |                            | Sp | S | U | N | Tore  | Pkt    |
| -- | -------------------------- | -- | - | - | - | ----- | ------ |
| 1. | Torpedo Ust-Kamenogorsk    | 9  | 8 | 1 | 0 | 63:33 | 17: 01 |
| 2. | Awtomobilist Karaganda     | 9  | 4 | 2 | 3 | 47:42 | 10: 08 |
| 3. | HK Bulat Temirtau          | 9  | 2 | 2 | 5 | 38:54 | 06: 12 |
| 4. | Torpedo Ust-Kamenogorsk II | 9  | 1 | 1 | 7 | 34:53 | 03: 15 |